# The Lord of Steel
The Lord of Steel, prodotto nel 2012, è considerato il dodicesimo album della band statunitense Manowar. La prima versione del disco, chiamata Hammer Edition, è stata pubblicata in digitale il 16 giugno 2012 ed inserita in formato CD esclusivamente in abbinamento alla rivista Metal Hammer britannica. La versione standard in formato fisico è uscita il 19 ottobre dello stesso anno.

## Tracce
Testi e musiche di Joey DeMaio eccetto dove indicato.
1. The Lord of Steel – 4:07
2. Manowarriors – 4:32
3. Born in a Grave – 5:02 (Joey DeMaio, Karl Logan)
4. Righteous Glory – 5:47 (Joey DeMaio, Karl Logan)
5. Touch the Sky – 3:49
6. Black List – 6:44
7. Expendable – 3:10
8. El Gringo – 6:55
9. Annihilation – 4:01
10. Hail Kill and Die – 3:57
11. The Kingdom of Steel – 7:20

### Hammer Edition
1. The Lord Of Steel – 4:07
2. Manowarriors – 4:47
3. Born In A Grave – 5:47
4. Righteous Glory – 6:10
5. Touch The Sky – 3:49
6. Black List – 6:58
7. Expendable – 3:10
8. El Gringo – 4:58
9. Annihilation – 4:01
10. Hail, Kill And Die – 3:57

## Formazione
- Eric Adams - voce
- Karl Logan - chitarra
- Joey DeMaio - basso
- Donnie Hamzik - batteria